# Lokala regler
Lokala regler är regler för en golfbana som bestäms av tävlingsledning eller golfklubbens regelkommitté. Reglerna bestäms utifrån onormala förhållanden på banan där de generella golfreglerna anses svåra att tillämpa.
Svenska Golfförbundet, SGF, har utfärdat generella lokala regler för stenar i bunker och markeringar på banan. De generella lokala reglerna gäller automatiskt på alla golfbanor i Sverige.
Golfklubben kan utfärda lokala regler som är specifika för banan. Det kan gälla till exempel elledningar som går över ett hål, myrstackar och mark under arbete (MUA) som pågår på banan.
Lokala regler ska vara stabila och inte ändras ofta. Om något händer på banan eller vädret är extremt dåligt kan man utfärda tillfälliga lokala regler som kompletterar de ordinarie lokala reglerna.
En lokal regel får inte bryta mot de ordinarie golfreglerna. I Appendix I i regelboken finns formuleringar som ska användas.

## Exempel på lokala regler
1. Myrstackar betraktas som MUA. Lättnad enligt regel 25:1b.
2. Skador i bunker orsakade av kraftigt regn eller bevattningsanläggning betraktas som MUA. Lättnad enligt regel 25:1b.
3. Om ett nyplanterat träd, markerat med stödpinne, inverkar på spelarens stans eller området för dennes tänkta sving, skall bollen lyftas utan plikt och droppas i enlighet med regel 24:2.b (oflyttbara hindrande föremål). Bollen får rengöras när den lyfts enligt denna regel.
4. Jordfasta stenar på fairway betraktas som MUA. Lättnad enligt regel 25:1.

## Kuriosa
Under andra världskriget 1939-1945 drabbades många golfbanor av fientligt anfall och St. Mellons Golf&Country Club utfärdade dessa lokala regler för deras golfbana.
1. Spelare uppmanas att samla ihop och ta bort bomb- och granatsplitter från fairways så att inte klippmaskinerna skadas.
2. Utan plikt för avbrutet spel får spelare taga skydd under pågående bombfällning och artillerield.
3. Plats för fälld bomb med fördröjd utlösning är markerad med rödvita flaggor på tämligen säkert men icke garanterat riskfritt avstånd från bomben.
4. Granat- och bombsplitter på green får avlägsnas utan plikt. På fairways och i bunkrar får splitter flyttas utan plikt om det befinner sig inom en klubblängd från bollen. Om bollen därvid rubbas ådöms inget pliktslag.
5. Boll som rubbas ur sitt läge på grund av fientlig aktion får läggas tillbaka utan plikt och om bollen förlorats eller förstörts får en ny boll droppas utan plikt men givetvis ej närmare hålet.
6. Om bollen spelats ner i en bombkrater får den utan plikt droppas på en linje rakt bakåt från hål.
7. Spelare som då han slår sitt slag blir störd av häftigt insättande bomb- och granatexplosioner får med ett slags plikt spela en ny boll från samma plats.